# Врочиньский, Ян
Ян Врочиньский, псевд. «Рейтан»  (пол. Jan Wroczyński; 6 июня 1876, Озераны — 28 апреля 1945, Варшава) — российский военный, затем польский инженер, дивизионный генерал Войска Польского.

## Биография
Ян Врочиньский родился 6 июня 1876 года в имении Озераны уезда Дюбьен в семье помещика Адольфа и Эмилии, урожденной Корвин-Сохачевской. Образование получил в кадетском корпусе в Нижнем Новгороде. С 1 сентября 1894 года служил в Русской императорской армии. В 1897 году окончил офицерскую инженерную школу, а в 1905 – Николаевскую военно-инженерную академию в Петербурге, получив звание военного инженера. Он участвовал в постройке крепостей в Либаве и Ковне. В 1905 году произведен в капитаны, а в 1913 году в подполковники. Воевал в Первую мировую войну на немецком фронте, последний раз в качестве начальника инженерных войск 2-й армии. После революции 1917 года работал в Союзе военных поляков Беларуси. 
С октября 1917 по май 1918 находился в 1-м Польском корпусе на Востоке. После капитуляции корпуса ему удалось добраться до Варшавы. С июня по ноябрь 1918 года он был членом тайного военного совета в Варшаве, готовившего кадры для будущей Войска Польского. 
25 октября 1918 приказом Регентского совета Королевства Польского принят в Войско Польское с утверждением в звании полковника. 4 ноября 1918 г. на основании постановления Регентского совета он принял на себя руководство Военным министерством Варшаве. В этой должности он инициировал организацию главных военных органов, разработку военных законов и норм снабжения. 1 марта 1919 года он передал обязанности главы военного министерства генералу-поручику Юзефу Лесневскому. С 18 апреля 1919 начальник штаба Главного командования Войска Польского в бывшем прусском разделе. 
5 мая 1919 года по просьбе главнокомандующего польскими вооруженными силами в бывшем прусском разделе генерала от инфантерии Юзефа Довбор-Мусницкого Комиссариат Верховного Народного Совета декретом № 49 назначил ему звание генерал-подпоручика. 30 октября 1919 Главнокомандующий временно утвердил присвоенное Верховным народным советом в Познани звание генерал-подпоручика условно, до составления проверочной комиссией общего старшинского списка офицеров Войска Польского. 
Во время советско-польской войны был начальником укреплений 1-й армии в распоряжении военного губернатора Варшавы, а затем в 1920 году последовательно: заместитель правительственного уполномоченного по демилитаризации границы с Германией, член Совета по фортификации, а вскоре и инспектор по фортификации на всех рубежах обороны страны. В июле 1920 — командир Оперативной группы под Остроленкой. 1 мая 1920 утвержден 1 апреля 1920 в звании генерал-подпоручика в группе офицеров бывшего Восточного корпуса и бывшей русской армии. 1 июля 1921 года уволен в отставку в звании генерал-подпоручика с правом ношения мундира. 
26 октября 1923 Президент Польши Станислав Войцеховский утвердил его в звании дивизионного генерала. 
Он поселился в Варшаве, где руководил строительной фирмой, участвовал в строительстве Центрального промышленного района. Во время Второй мировой войны он был активным членом Патриотического общества. Его кандидатура на командование объединенными силами сопротивления рассматривалась, хотя он в ней не участвовал. Умер 28 апреля 1945 года в Варшаве. Похоронен на воинском кладбище в Повонзках (сектор 244-5-28).